# Danubio Fútbol Club
O Danubio Fútbol Club é um clube uruguaio de futebol da cidade de Montevidéu. Disputa atualmente a Primeira Divisão Uruguaia, equivalente à 1ª divisão do futebol uruguaio.
Quatro vezes campeão uruguaio como conquistas mais proeminentes, faz com o Defensor Sporting o Clásico de los Medianos.

## História
Não existe documentação original conhecida que determine a data de fundação oficial do Danubio Fútbol Club. Convencionou-se a data oficial de 1º de março de 1932.
O clube foi fundado por um grupo de estudantes de uma escola pública do bairro "Curva de Maroñas" em Montevidéu.
As primeiras reuniões ocorreram na casa de María Mincheff de Lazaroff (mãe de 3 dos jovens fundadores), na Rua Chayos Nº 50. O tio destes três garotos, Jorge Mincheff, também ajudou no começo do clube, exercendo a função de treinador.
A escolha do nome se deve à origem búlgara de María Mincheff de Lazaroff, que sugeriu Danubio em homenagem a um rio de seu país.
Em 1996, José Emilcar Guedes (Uruguaio naturalizado Brasileiro), fundou em Curitiba uma equipe de futebol com o mesmo nome em homenagem ao time Uruguaio.

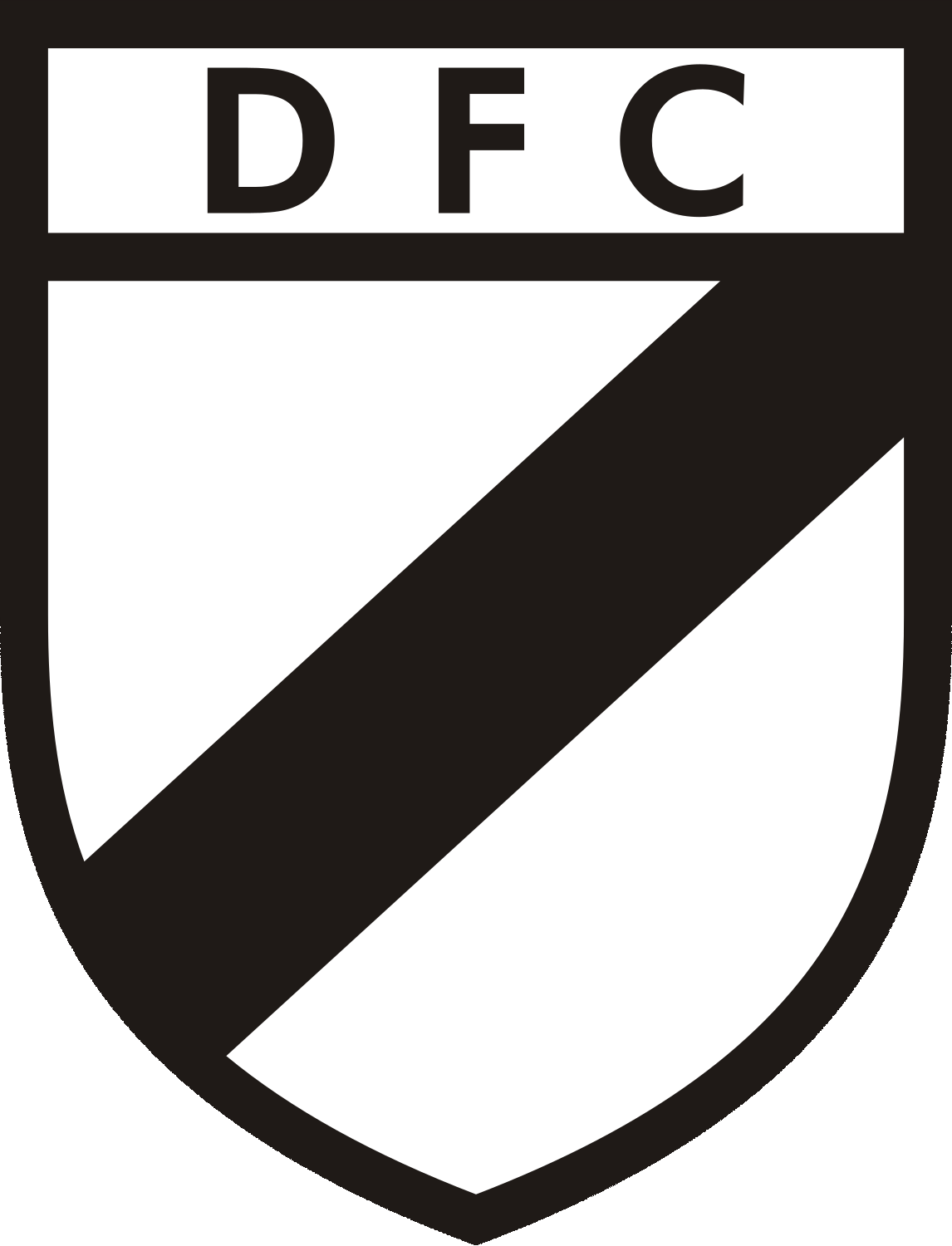
Antigo escudo

## Dados históricos
- Participou da Copa Libertadores da América em 6 ocasiões nos anos de (1978, 1984, 1989, 2005, 2007, 2015). No ano de 1989 foi eliminado nas semifinais pela equipe que se consagraria campeão naquele ano, o Atlético Nacional de Medellín e no ano de 2015, entra no grupo da morte, junto de Corinthians, São Paulo Futebol Clube e do então campeão da Copa Libertadores de 2014, o San Lorenzo de Almagro, terminando no 30° lugar geral da competição.
- Seu clássico é contra o Defensor Sporting, com quem rivaliza pelo posto de "Terceiro grande" do futebol uruguaio.
- Seu clássico de bairro é contra Villa Española, mas a rivalidade é pequena.
- O Danubio é o único clube do país a ter sido campeão em todas as divisões do futebol local.
- É conhecido como "la Universidad del fútbol" e "la Cuna de crácks", devido ao seu reconhecimento como o maior celeiro de jogadores de destaque para o futebol uruguaio. Alguns dos notáveis jogadores que foram formados pela base do Danubio nos últimos tempos são Rubén Sosa, Marcelo Zalayeta, Álvaro Recoba, Fabián Carini, Walter Gargano, Edinson Cavani, Richard Núñez, Javier Delgado, Juan Manuel Salgueiro, Christian Stuani, entre outros.

## Dados do clube
- Temporadas na Primera Divisão: 62
  - Estreia: 1948
  - Participaçoes consecutivas desde: 1971 (41 seguidas)
  - Melhor colocaçao: Primera Divisão: 1º (3 vezes)
  - Pior colocaçao: Primera Divisão: 11º (1981)
- Temporadas na Segunda Divisão: 6
- Maior goleada: Danubio 9 - Progreso 1, Jardines del Hipódromo (2007-08)
- Jogador com mais partidas disputadas: Carlos Romero (411 partidas)
- Maior goleador: Rubén da Silva (71 gols)[2]
- Mais títulos ganhados: Jadson Viera e Pablo Lima (8 títulos cada um)
- Mais campeonatos nacionais ganhados: Rubén da Silva, Jadson Viera, Ignacio González, Pablo Lima, Walter Gargano, Juan Salgueiro, Damián Malrrechaufe, Carlos Grossmüller, Ribair Rodríguez e Jorge Anchén (2 campeonatos).

## Títulos
| NACIONAIS | NACIONAIS                            | NACIONAIS | NACIONAIS                    |
|           | Competição                           | Títulos   | Temporadas                   |
| --------- | ------------------------------------ | --------- | ---------------------------- |
|           | Campeonato Uruguaio - 1ª Divisão     | 4         | 1988, 2004, 2006-07, 2013-14 |
| Uruguai   | Liguilla Pré-Libertadores da América | 1         | 1983                         |
| Uruguai   | Torneo Competencia                   | 1         | 1988                         |
| Uruguai   | Campeonato Uruguaio - 2ª Divisão     | 3         | 1947, 1960, 1970             |
| Uruguai   | Campeonato Uruguaio - 3ª Divisão     | 1         | 1943                         |
| Uruguai   | Campeonato Uruguaio - 4ª Divisão     | 1         | 1942                         |

## Campanha de destaque
- Copa Libertadores da America: 4° lugar - 1989

## Estádio

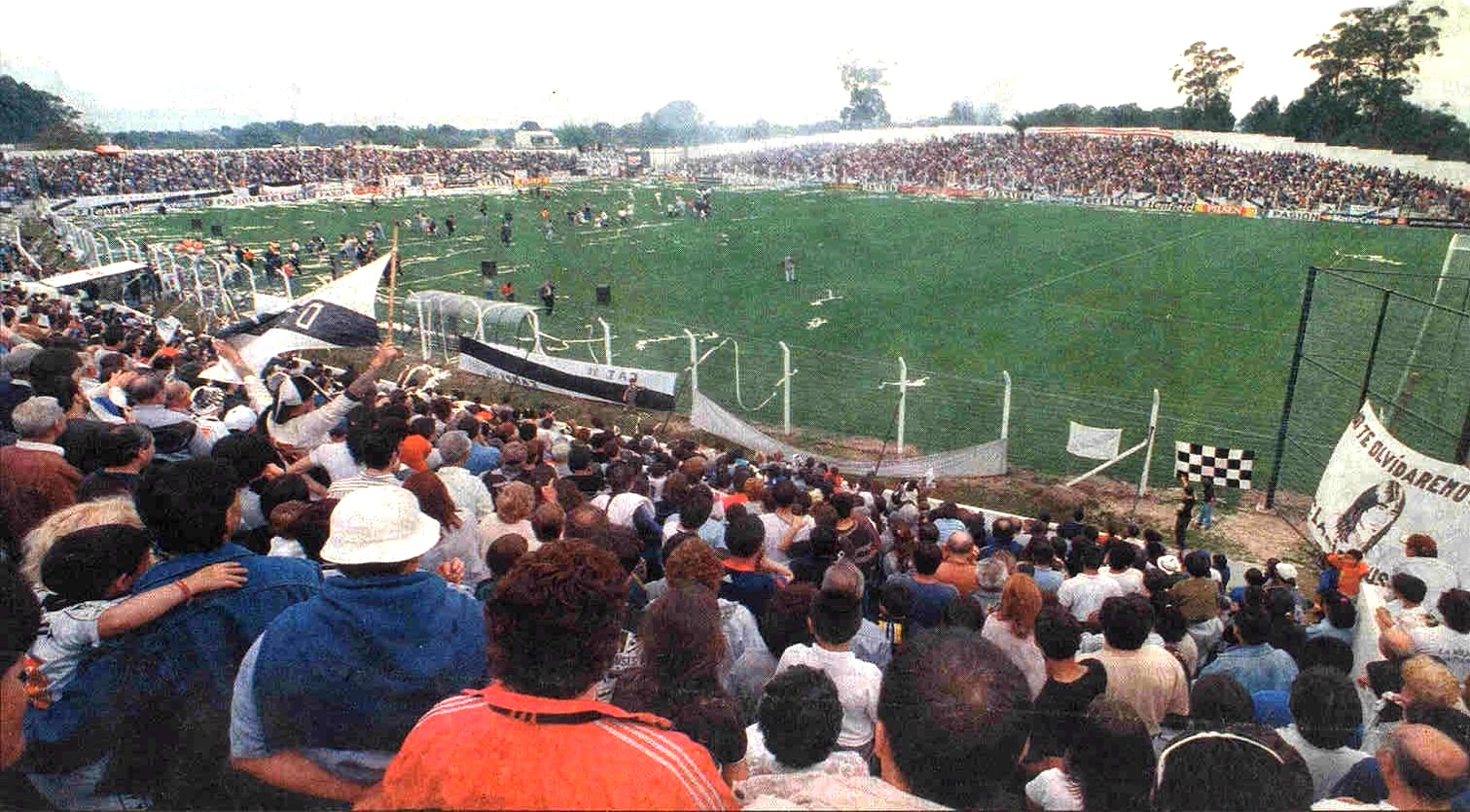
Vista da arquibancada do Estádio Jardines del Hipódromo.

O Estádio Jardines del Hipódromo foi inaugurado em 1957 em um amistoso contra o Nacional.
O estádio tem capacidade para 18.000 espectadores.

## Uniformes

### Uniformes dos jogadores
| 1º Uniforme | 2º Uniforme | 3º Uniforme |

### Uniformes anteriores
- 2018

| 1º Uniforme | 2º Uniforme | 3º Uniforme |

- 2017

| 1º Uniforme | 2º Uniforme | 3º Uniforme | 85 anos |  |

- 2015-16

| 1º Uniforme | 2º Uniforme | 3º Uniforme | Especial | vs. Peñarol (3/10/15) |  |